# Zahrebellea, Orjîțea
Zahrebellea (în ucraineană Загребелля) este un sat în comuna Iabluneve din raionul Orjîțea, regiunea Poltava, Ucraina.

## Demografie
Componența lingvistică a localității Zahrebellea
     Ucraineană (95,65%)
     Rusă (4,35%)
Conform recensământului din 2001, majoritatea populației localității Zahrebellea era vorbitoare de ucraineană (95,65%), existând în minoritate și vorbitori de rusă (4,35%).